# Mário Teixeira de Carvalho
Mário Teixeira de Carvalho (Porto Alegre, 4 de Fevereiro de 1906 - Porto Alegre, 20 de setembro de 1945) foi um médico, escritor, historiador e jornalista brasileiro.
Formodo pela Escola de Medicina da Universidade do Rio Grande do Sul em 1932, especializado em fisiatria, trabalhou em vários hospitais e paralelamente trabalhou em jornais, como no Correio do Povo (como redator) e com contribuições no O Jornal, do Rio de Janeiro.

## Obras
Historiador e genealogista, escreveu vários livros, como:
- O Nascimento de Gaspar Silveira Martins - tese - (1936);
- Memória da Criação do Serviço de Correio na Província de São Pedro - ensaio - (1938);
- História da Colonização Italiana no Rio Grande do Sul (1938);
- Nobiliário Sul-Riograndense (1937)[3].

Mário Teixeira foi membro de várias instituições, como da Sociedade de Geografia de Lisboa, do Colégio Aráldico de Roma e do Heraldezve Kollegium de Varsóvia, além dos Institutos de Estudos Genealógicos do Rio Grande do Sul e de São Paulo e do Instituto Histórico e Geográfico do Rio Grande do Sul e da Academia Riograndense de Letras.